# Hidarn (armenski satrap)
Za ostale povijesne ličnosti pod imenom „Hidarn“ vidi: Hidarn (razdvojba)
Hidarn (perz. Vidarna; „Rezač“, elam. Mitarna, akad. Umidarna, lic. Widrñna, aram. Wdrn, grč. Ὑδάρνης; Hydarnes, lat. Idarnes) je bio perzijski plemić i satrap Armenije (prema povjesničaru Kteziju).
Hidarn od Armenije je najvjerojatnije bio unuk Hidarna Mlađeg, te otac Teritučma (koji ga je naslijedio na mjestu armenskog satrapa) i Stateire koja se udala za perzijskog vladara Artakserksa II. Ktezije također navodi kako se Artakserksova kći Amestris udala za Teritučma. Prema trojezičnom povijesnom dokumentu pronađenom u hramskom kompleksu Letoonu (pokraj grada Ksantosa u Liciji), Hidarn je bio i otac lidijskog satrapa Tisaferna. Ksenofontovo djelo „Anabaza“ interpolira popis satrapa koji spominje Dernesa, satrapa Fenicije i Arabije, no njegovi navodi smatraju se nejasnim i problematičnim pa je gotovo nemoguće utvrditi radi li se o Hidarnu od Armenije. Ostali povijesni dokumenti koji spominju dotičnog Hidarna uključuju i zapise iz grada Nipura (432. – 419. pr. Kr.).

## Poveznice
- Hidarn Mlađi
- Teritučmo
- Tisafern

## Vanjske poveznice
- [neaktivna poveznica]
- Ktezije: „Persica“, 55.  Arhivirana inačica izvorne stranice od 16. listopada 2010. (Wayback Machine)